# Kiêu hùng (phim truyền hình)
Kiêu hùng (tên tiếng Hoa: 梟雄; tên tiếng Anh: Lord of Shanghai) là bộ phim truyền hình Hồng Kông thuộc thể loại hành động, kịch tính được sản xuất và phân phối bởi TVB. Phim lấy bối cảnh vào thời kỳ đầu của Trung Hoa Dân Quốc và đồng thời cũng là bộ phim truyền hình đầu tiên của TVB có nội dung dựa trên câu chuyện của ba ông trùm xã hội đen tại Thượng Hải bao gồm Đỗ Nguyệt Sanh, Hoàng Kim Vinh và Trương Khiếu Lâm. Phim có sự tham gia diễn xuất của dàn diễn viên bao gồm được sản xuất và phân phối bởi TVB. Phim có sự góp mặt của dàn diễn viên nổi tiếng bao gồm Huỳnh Thu Sinh, Thang Trấn Nghiệp, Lê Diệu Tường, Mã Quốc Minh, Hồ Hạnh Nhi, Tô Ngọc Hoa, Ngô Trác Hy, Trần Vỹ, Quan Lễ Kiệt, Tào Vĩnh Liêm, Dương Minh, Ngao Gia Niên, Đường Thi Vịnh, Lưu Giang, Trương Quốc Cường, Lương Tranh, Vương Quân Hinh, và Vi Gia Hùng. Ngoài ra, đây cũng là một trong những bộ phim nhân dịp kỷ niệm 48 năm thành lập của đài TVB.

## Phát sóng
| Kênh                             | Quốc gia  | Ngày phát sóng            | Khung giờ phát sáng                     |
| TVB Jade / HD Jade               | Hồng Kông | Ngày 26 tháng 10 năm 2015 | Từ Thứ Hai đến Chủ Nhật lúc 21:30-22:30 |
| Astro On Demand                  | Malaysia  | Ngày 26 tháng 10 năm 2015 | Từ Thứ Hai đến Chủ Nhật lúc 21:30-22:15 |
| TVBJ                             | Úc        | Ngày 27 tháng 10 năm 2015 | Từ Thứ Hai đến Chủ Nhật lúc 00:30-01:30 |
| TVBS Entertainment Channel       | Đài Loan  | Ngày 14 tháng 01 năm 2016 | Từ Thứ Hai đến Thứ Năm lúc 19:00-20:00  |
| Hub VV Drama                     | Singapore | Ngày 04 tháng 02 năm 2016 | Từ Thứ Hai đến Chủ Nhật lúc 21:00-22:00 |
| Channel U                        | Singapore | Ngày 12 tháng 10 năm 2017 | Từ Thứ Hai đến Thứ Sáu lúc 22:00-23:00  |
| SCTV9                            | Việt Nam  | Ngày 25 tháng 04 năm 2016 | Từ Thứ Hai đến Chủ Nhật lúc 19:00-20:00 |
| Astro Hoa Lệ Đài / Hoa Lệ Đài HD | Malaysia  | Ngày 06 tháng 12 năm 2016 | Từ Thứ Hai đến Thứ Sáu lúc 21:30-22:30  |
| NTV7                             | Malaysia  | Ngày 09 tháng 05 năm 2017 | Từ Thứ Hai đến Thứ Tư lúc 23:00-00:00   |
| 5 HD1                            | Thái Lan  | Ngày 17 tháng 01 năm 2018 | Từ Thứ Tư đến Thứ Năm lúc 20:20-21:20   |

## Nội dung
Cốt truyện xoay quanh ba ông trùm của Thượng Hải là Kiều Ngạo Thiên (do Huỳnh Thu Sinh thủ vai), Trạch Kim Đường (do Thang Trấn Nghiệp thủ vai) và Cung Khiếu Sơn (do Lê Diệu Tường thủ vai). Ba người anh em kết nghĩa từng đồng cam cộng khổ lại vì những toan tính riêng mà dần đối đầu nhau. Từ đây hàng loạt sóng gió nổi lên, cuốn theo nhiều trận chiến khốc liệt và đầy kịch tính.
Lúc còn trẻ, Ngạo Thiên là một anh chàng bán trái cây nghèo, tính tình hiền lành. Tuy nhiên việc buôn bán của anh liên tục bị phá rối bởi các thế lực xấu. Ngạo Thiên quyết định dùng nắm đấm để có thể tồn tại. Về chuyện tình cảm, Kiều Ngạo Thiên từng yêu nghệ sỹ Kinh kịch Cố Tiểu Lâu (do Hồ Hạnh Nhi thủ vai) nhưng không được đáp lại. Sau đó, anh kết hôn với Tào Nguyệt Lan (do Tô Ngọc Hoa thủ vai). Nhiều năm sau, Ngạo Thiên gặp lại mối tình đầu Tiểu Lâu và động lòng một lần nữa. Tiểu Lâu lúc này cũng có tình cảm với anh.
Ban đầu Thượng Hải do cảnh sát Kim Đường cai quản, dưới sự giúp sức của người vợ Diêu Quế Sinh (do Trần Vỹ thủ vai) việc kinh doanh của Kim Đường ngày càng phát triển. Anh trở thành đại gia ở bến Thượng Hải. Khi đã giàu có, Kim Đường bắt đầu sinh tật. Kim Đường lăng nhăng với người tình Chúc Ỷ Hồng (do Thẩm Trác Doanh thủ vai) và còn cưỡng bức người hầu Lý Chỉ Tinh (do Đường Thi Vịnh thủ vai). Mãi đắm chìm trong tửu sắc, không màng kinh doanh, cuộc sống và sự nghiệp của Kim Đường đối diện với nhiều mối nguy.
Khiếu Sơn – một nhân vật có thể bất chấp thủ đoạn để đạt được mục đích của mình. Khiếu Sơn là anh em sống chết với Ngạo Thiên và là cấp dưới của Kim Đường. Sau nhiều năm nỗ lực, cả ba trở thành những đại ca khét tiếng giang hồ. Tuy nhiên, giữa họ bắt đầu xuất hiện những nghi kỵ.

## Diễn viên

### Nhà họ Kiều
| Diễn viên               | Vai diễn (Nhân vật có thật)      | Năm xuất hiện |
| Trần Giai Lâm           | Kiều Vĩnh Niên                   |               |
| Hứa Bình Hành (lúc nhỏ) | Kiều Ngạo Thiên (Đỗ Nguyệt Sanh) |               |
| Mã Quốc Minh (lúc trẻ)  | Kiều Ngạo Thiên (Đỗ Nguyệt Sanh) | 1920          |
| Huỳnh Thu Sinh          | Kiều Ngạo Thiên (Đỗ Nguyệt Sanh) | 1930, 1940    |
| Doãn Thi Bái            | Hà Thục Anh (Thẩm Nguyệt Anh)    | 1920          |
| Tô Ngọc Hoa             | Tào Nguyệt Lan (Diêu Ngọc Lan)   | 1930, 1940    |
| Lại Úy Linh             | Kiều Tiểu Lị                     | 1920          |
| Trần Đình Gia           | Nga                              | 1930          |
| Lợi Dĩnh Di             | Ngân                             | 1930          |

### Nhà họ Trạch
| Diễn viên         | Vai diễn (Nhân vật có thật)      | Năm xuất hiện |
| Thang Trấn Nghiệp | Trạch Kim Đường (Hoàng Kim Vinh) | 1920, 1930    |
| Trần Vỹ           | Diêu Quế Sinh (Lâm Quế Sinh)     | 1920, 1930    |
| Thẩm Trác Doanh   | Chúc Ỷ Hồng (Lộ Lan Xuân)        | 1920, 1930    |
| Đường Thi Vịnh    | Lý Chỉ Tinh (Lý Chỉ Thanh)       | 1920, 1930    |
| Doãn Thi Bái      | Hà Thục Anh (Thẩm Nguyệt Anh)    | 1920          |

### Nhà họ Cung
| Diễn viên                   | Vai diễn (Nhân vật có thật)          | Năm xuất hiện |
| Lư Vĩ Văn (lúc trẻ)         | Cung Khiếu Sơn (Trương Khiếu Lâm)    |               |
| Lê Diệu Tường               | Cung Khiếu Sơn (Trương Khiếu Lâm)    | 1920, 1930    |
| Huỳnh Khương Kiều (lúc trẻ) | Lưu Mỹ Cầm (Lâu Lệ Cầm)              |               |
| Lương Tranh                 | Lưu Mỹ Cầm (Lâu Lệ Cầm)              | 1920, 1930    |
| Trần Hạo Nghi (lúc nhỏ)     | Cung Học Nghiêu (Trương Pháp Nghiêu) |               |
| Lưu Thịnh Việt (lúc trẻ)    | Cung Học Nghiêu (Trương Pháp Nghiêu) | 1920          |
| Dương Minh                  | Cung Học Nghiêu (Trương Pháp Nghiêu) | 1930          |

### Hội quán Bát Phương
| Diễn viên       | Vai diễn (Nhân vật có thật)     | Năm xuất hiện                         |
| Chiêu Thạch Văn | Phương Hữu Lễ (Dư Thúc Nham)    | 1930                                  |
| Tào Vĩnh Liêm   | Thượng Văn Bân (Mai Lan Phương) | 1920 (chỉ xuất hiện vào tập 10), 1930 |
| Tô Ngọc Hoa     | Tào Nguyệt Lan (Diêu Ngọc Lan)  | 1930, 1940                            |
| Hồ Hạnh Nhi     | Cổ Tiểu Lâu (Mạnh Tiểu Đông)    | 1920, 1930                            |
| Mạch Hạo Nhi    | Tiểu Ngọc                       | 1930                                  |
| Lý Cương Long   | Chú Diệu Quang                  | 1930                                  |

### Nhà họ Lê / Nhà máy Cát Lợi
| Diễn viên         | Vai diễn (Nhân vật có thật)     | Năm xuất hiện |
| Vu Dương          | Lê Quốc Đống                    | 1930          |
| Ngô Trác Hy       | Lê Triệu Khuông (Ngô Thiệu Thụ) | 1930, 1940    |
| Vương Quân Hinh   | Sở Đình Đình                    | 1930, 1940    |
| Ngao Gia Niên     | Mao Quán Triều (Vương Á Tiều)   | 1930          |
| Đàm Vĩ Quyền      | Chu Tuấn Kiệt                   | 1930          |
| Dương Chứng Hoa   | Hà Giới Lương                   | 1930          |
| Huỳnh Vĩ Đường    | Dư Đại Khuê (Dư Lập Khuê)       | 1930          |
| Thiệu Trác Nghiêu | Chú Hán                         | 1930          |

### Chính phủ Dân Quốc
| Diễn viên         | Vai diễn (Nhân vật có thật)  | Năm xuất hiện                |
| La Hồng           | Tưởng Chung Chính            | 1930                         |
| Lý Quốc Lân       | Lôi Vạn Đào (Tiền Đại Quân)  | 1930                         |
| Quan Lễ Kiệt      | Hàn Lập (Đới Lạp)            | 1930, 1940                   |
| Trương Quốc Cường | Trác Vạn Quân                | 1930                         |
| Hồ Hạnh Nhi       | Cổ Tiểu Lâu (Mạnh Tiểu Đông) | 1920, 1930                   |
| Diệp Thúy Thúy    | Trình Tiểu Điệp (Hồ Điệp)    | 1930, 1940 (Lời kể kết thúc) |
| Dương Thụy Lân    | Từ Sâm Sự                    | 1930                         |
| Diêu Hạo Chinh    | Thang Lực                    | 1930                         |
| Lý Gia Tấn        | Phó quan Trác                | 1930                         |
| Phạm Trọng Hằng   | Quân nhân                    | 1930                         |
| Nguyễn Hạo Tông   | Quân nhân                    | 1930                         |

### Nhà họ Chu
| Diễn viên    | Vai diễn (Nhân vật có thật) | Năm xuất hiện        |
| Lưu Giang    | Chu Khải Hoa                | 1920, 1930           |
| Mã Hải Luân  | Quan Tú Liên                | 1920, 1930           |
| Đàm Vĩ Quyền | Chu Tuấn Kiệt               | 1920 (lúc nhỏ), 1930 |

### Công ty Tam Khanh
| Diễn viên   | Vai diễn (Nhân vật có thật) | Năm xuất hiện |
| Vi Gia Hùng | Mạch Hãn Lâm (Vạn Mặc Lâm)  | 1930, 1940    |

### Khác
| Diễn viên     | Vai diễn (Nhân vật có thật)             | Năm xuất hiện |
| Phàn Diệc Mẫn | Ngân Hấn (Vương Minh Hoa)               | 1930          |
| Đỗ Yến Ca     | Đông Điều Nguyên Nhị (Đông Điều Anh Cơ) | 1930          |

## Xếp hạng
Đây là bảng đánh giá dựa trên lịch phát sóng đầu tiên của kênh TVB Jade:
| Tuần      | Tập phim  | Ngày phát sóng                               | Điểm trung bình | Điểm cao nhất |
| 1         | 1－6      | Ngày 26 tháng 10 – ngày 31 tháng 10 năm 2015 | 24 điểm         | 27 điểm       |
| 2         | 7－13     | Ngày 02 tháng 11 – ngày 08 tháng 11 năm 2015 | 24 điểm         | 28 điểm       |
| 3         | 14－20    | Ngày 09 tháng 11 – ngày 15 tháng 11 năm 2015 | 24 điểm         | 27 điểm       |
| 4         | 21－25    | Ngày 16 tháng 11 – ngày 22 tháng 11 năm 2015 | 25 điểm         | 29 điểm       |
| 5         | 26－32    | Ngày 23 tháng 11 – ngày 29 tháng 11 năm 2015 | 26 điểm         | 32 điểm       |
| Tổng điểm | Tổng điểm | Tổng điểm                                    | 25 điểm         | 32 điểm       |

## Giải thưởng

### Lễ Trao giải Thường niên TVB năm 2015
| Hạng mục                            | Đề cử                                          | Kết quả        |
| ----------------------------------- | ---------------------------------------------- | -------------- |
| Phim hay nhất                       | Kiêu hùng                                      | Đoạt giải      |
| Nam diễn viên chính xuất sắc nhất\| | Huỳnh Thu Sinh (thủ vai Kiều Ngạo Thiên)       | Đoạt giải      |
| Nam diễn viên chính xuất sắc nhất\| | Thang Trấn Nghiệp (thủ vai Trạch Kim Đường)    | Đề cử          |
| Nam diễn viên chính xuất sắc nhất\| | Lê Diệu Tường (thủ vai Cung Khiếu Sơn)         | Đề cử（Top 5） |
| Nam diễn viên chính xuất sắc nhất\| | Mã Quốc Minh (thủ vai Kiều Ngạo Thiên lúc trẻ) | Đề cử          |
| Nữ diễn viên chính xuất sắc nhất    | Tô Ngọc Hoa (thủ vai Tào Nguyệt Lan)           | Đề cử          |
| Nữ diễn viên chính xuất sắc nhất    | Trần Vỹ (thủ vai Diêu Quế Sinh)                | Đề cử          |
| Nam nhân vật được yêu thích nhất    | Huỳnh Thu Sinh (thủ vai Kiều Ngạo Thiên)       | Đề cử（Top 5） |
| Nam nhân vật được yêu thích nhất    | Thang Trấn Nghiệp (thủ vai Trạch Kim Đường)    | Đề cử          |
| Nam nhân vật được yêu thích nhất    | Lê Diệu Tường (thủ vai Cung Khiếu Sơn)         | Đề cử          |
| Nam nhân vật được yêu thích nhất    | Mã Quốc Minh (thủ vai Kiều Ngạo Thiên lúc trẻ) | Đề cử（Top 5） |
| Nữ nhân vật được yêu thích nhất     | Tô Ngọc Hoa (thủ vai Tào Nguyệt Lan)           | Đề cử          |
| Nữ nhân vật được yêu thích nhất     | Trần Vỹ (thủ vai Diêu Quế Sinh)                | Đề cử（Top 5） |
| Nữ nhân vật được yêu thích nhất     | Lương Tranh (thủ vai Lưu Mỹ Cầm)               | Đề cử          |
| Nam diễn viên phụ xuất sắc nhất     | Vi Gia Hùng (thủ vai Mạch Hãn Lâm)             | Đoạt giải      |
| Nữ diễn viên phụ xuất sắc nhất      | Lương Tranh (thủ vai Lưu Mỹ Cầm)               | Đề cử          |
| Ca khúc chủ đề được yêu thích nhất  | Tuế nguyệt vô hối (Trình bày: Hứa Đình Khanh)  | Đề cử          |
| Nam diễn viên tiến bộ nhất          | Dương Minh (thủ vai Cung Học Nghiêu)           | Đề cử          |

## Giai thoại
- Tuy tựa đề của phim là Kiêu hùng nhưng không liên quan với loạt phim Cân quắc kiêu hùng  (bao gồm Xứng danh tài nữ và Nghĩa hải hảo tình ).
- Ban đầu, vai diễn Chúc Ỷ Hồng được dự kiến sẽ giao cho Lương Chánh Giác thủ vai nhưng sau đó, cô đã từ chối với lí do đến Luân Đôn dự lễ tốt nghiệp của chị gái và được thay thế bởi nữ diễn viên Thẩm Trác Doanh.
- Đây là vai diễn đánh dấu sự trở lại của hai diễn viên Huỳnh Thu Sinh và Thang Trấn Nghiệp lần lượt sau 10 và 28 năm rời khỏi đài TVB.
- Đây là lần hợp tác diễn xuất thứ chín giữa Ngô Trác Hy và Hồ Hạnh Nhi sau Bước ngoặt cuộc đời, Bao la vùng trời, Duyên tình Tây Sương, Loạn thế giai nhân, Tuế nguyệt phong vân, Bản sao, Bao la vùng trời II, Bà xã cát tường và đồng thời cũng là bộ phim cuối cùng của cả hai tại đài TVB.[2][3]
- Bên cạnh Vô song phổ, đây là bộ phim thứ sáu liên tiếp của nam diễn viên Lê Diệu Tường đảm nhận vai diễn chính trong các bộ phim thuộc sự kiện kỉ niệm TVB sau Nghĩa hải hào tình  (2010), Bằng chứng thép III  (2011), Đại thái giám  (2012), Pháp ngoại phong vân  (2013), Danh môn ám chiến  (2014). Đồng thời, đây cũng là vai diễn phản diện thứ bảy của anh sau Điện thị phong vân của đài ATV và Tục thế tình chân, Đường đến thiên đàng, Bí mật gia tộc, Rước vợ đón lộc, Tranh quyền đoạt vị của đài TVB.
- Đây là vai diễn phản diện thứ ba của Ngô Trác Hy sau bộ phim Trung Quốc Đại a hoàn và Danh gia vọng tộc của đài TVB.
- Bộ phim có nội dung tương tự với Thủ lĩnh cuối cùng của đạo diễn Vương Tinh với cốt truyện xoay quanh ba ông trùm xã hội đen của Thượng Hải.
- Nhân vật Đông Điều Nguyên Nhị do Đỗ Yến Ca thủ vai được dựa trên nhân vật Đông Điều Anh Cơ (Tōjō Hideki).